# خوذة عرض محمول

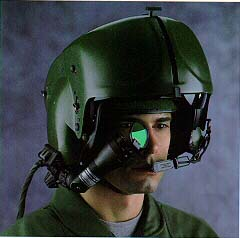
The Integrated Helmet and Display Sight System (IHADSS)

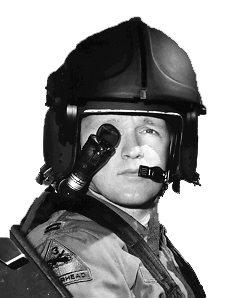
IHADSS

خوذة عرض محمول (بالإنجليزية: helmet-mounted display-(HMD))‏ أو خوذة عرض ورؤية (بالإنجليزية: Display And Sight Helmet)‏، خوذة العرض المحمول أو ما يعرف اختصاراً ب «إتش إم دي» هي جهاز يستخدم في بعض الطائرات الحديثة، وخاصة في الطائرات المقاتلة. وتنقل خوذة العرض المحمول معلومات مماثلة لتلك التي تعرض على شاشة عرض(هود). وتتيح «إتش إم دي» للطيار الحصول على الوعي الظرفي وحالة أنظمة الأسلحة في نفس الاتجاه الذي يتحرك فيه رأسه.